# 壬生基博
壬生 基博（みぶ もとひろ、1949年〈昭和24年〉7月29日 - ）は、日本の実業家。旧皇族の盛厚王と同妃成子内親王の次男。旧姓名は、東久邇 秀彦（ひがしくに ひでひこ）。昭和天皇と香淳皇后の孫および、第125代天皇・明仁の甥、第126代天皇・徳仁の従兄にあたる。2021年（令和3年）現在は、山階鳥類研究所の理事長である。

## 人物・来歴

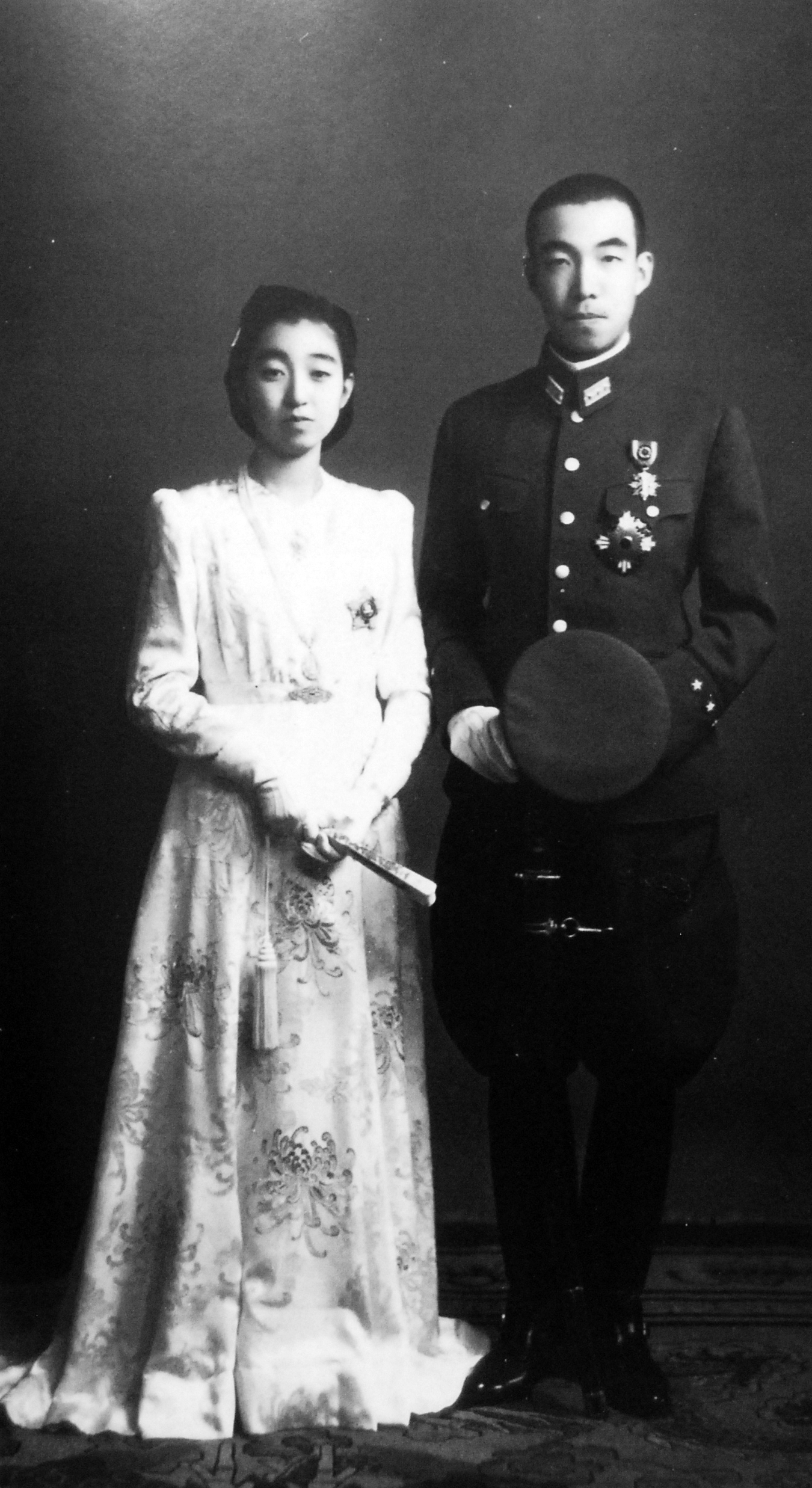
父の盛厚王と母・成子。

1949年（昭和24年）7月29日、旧皇族・東久邇宮家の盛厚王と昭和天皇の第1皇女子である照宮成子内親王の第3子（次男）として、東京都に生まれる。出生時の名前は、「東久邇 秀彦」だった。その後、壬生家・壬生基泰の養子となり、「壬生基博」に改名した。1947年（昭和22年）10月14日、父方の祖父・東久邇宮稔彦王が皇族の身分を離脱したため、それ以前に生まれた兄・信彦王や姉・文子女王とは違い、自身が皇族であった時期はない。
慶應義塾幼稚舎、慶應義塾普通部、慶應義塾高等学校を経て、慶應義塾大学商学部を卒業後、1972年（昭和47年）、日本航空に入社。1986年（昭和61年）、第一ホテルの取締役に就任し、1992年（平成4年）からは副社長を務めた。2000年（平成12年）、森ビルに入社。2011年（平成23年）には常務執行役員となる（2015年より相談役）。2012年（平成24年）より、山階鳥類研究所の理事を務め、2015年（平成27年）からは理事長となる。長野県軽井沢に別荘を所有し、2010年時点で歴史ある自治組織「軽井沢会」の理事も務める。2022年（令和4年）、文化庁長官表彰。

## 家族・親族
- 父：東久邇盛厚（東久邇宮稔彦王第1王子）
- 母：実母：東久邇成子（昭和天皇第1皇女）、継母：寺尾佳子
  - 兄弟：（同母）東久邇信彦 - 高木文子 - 壬生基博 - 東久邇真彦 - 東優子 - （異母）寺尾厚彦（寺尾家養子） - 東久邇盛彦
- 養父：壬生基泰
- 養母：壬生淑子（参議院議員・三好英之4女）
- 妻：土屋幸子（第一ホテル会長・土屋計雄次女 / 聖心女子大学卒）
  - 長男：基成[注釈 1]
    - 男子[注釈 2]

  - 次男：基敦[注釈 3]
    - 男子[注釈 2]
- 叔父：第125代天皇・明仁（上皇）、常陸宮正仁親王
- 従弟妹：第126代天皇・徳仁（今上天皇）、秋篠宮文仁親王、黒田清子（紀宮清子内親王）

男児の孫を持つ2人の子息がおり、皇位継承問題において臣籍降下した旧皇族の係累に男系皇位継承のため皇籍を復活させるという話題において、言及されることがある。取材で皇籍復帰について尋ねられると、「その質問にはお答えしないことにしています」と回答した。

## 系譜
| 壬生基博 （東久邇秀彦） | 父: 東久邇盛厚 | 祖父: 東久邇稔彦 （東久邇宮） | 曾祖父: 朝彦親王（久邇宮） |
| 壬生基博 （東久邇秀彦） | 父: 東久邇盛厚 | 祖父: 東久邇稔彦 （東久邇宮） | 曾祖母: 寺尾宇多子         |
| 壬生基博 （東久邇秀彦） | 父: 東久邇盛厚 | 祖母: 東久邇聡子              | 曾祖父: 明治天皇           |
| 壬生基博 （東久邇秀彦） | 父: 東久邇盛厚 | 祖母: 東久邇聡子              | 曾祖母: 園祥子             |
| 壬生基博 （東久邇秀彦） | 母: 東久邇成子 | 祖父: 昭和天皇                | 曾祖父: 大正天皇           |
| 壬生基博 （東久邇秀彦） | 母: 東久邇成子 | 祖父: 昭和天皇                | 曾祖母: 貞明皇后           |
| 壬生基博 （東久邇秀彦） | 母: 東久邇成子 | 祖母: 香淳皇后                | 曾祖父: 邦彦王（久邇宮）   |
| 壬生基博 （東久邇秀彦） | 母: 東久邇成子 | 祖母: 香淳皇后                | 曾祖母: 俔子               |